# Sveta Katarina (Pašman)
Sveta Katarina je nenaseljeni otočić u hrvatskom dijelu Jadranskog mora.
Njegova površina iznosi 0,062 km². Dužina obalne crte iznosi 1,23 km.